# ヌニェス (ブエノスアイレス)
ヌニェス(Núñez)は、アルゼンチンの首都ブエノスアイレス特別区の北端にある地区（バリオ）である。コムーナ13に属しており、2001年の国勢調査による人口は53,005人、面積は3.9km2である。

## 歴史
近隣のサーベドラ地区同様に、ドン・フロレンシオ・エメテリオ・ヌニェスによって建設され、当時はブエノスアイレス郊外という位置づけだった。1873年4月17日には鉄道路線（後のミトレ線）の駅が開設され、式典には2,000人が詰めかけた。式典後には土地が小分けされて住宅の建設が開始された。ヌニェスは駅建設のために土地を寄付し、彼の名前が駅名や地区名となった。

## 地理
ブエノスアイレス特別区の北端にあり、南東にはベルグラーノ地区が、西にはサーベドラ地区とコグラン地区がある。北はブエノスアイレス州のビセンテ・ロペス市と接しており、北東にはラプラタ川が流れている。この地区は高層アパート地区であり、特にカビルド通りとリベルタドール通りに沿って活発な商業活動が行なわれている。市の北部にある他地区と同じように、概して洗練されて高級な住宅街があり、緑豊かな別荘地もある。バルカルセ広場とフェリクス・リマ広場というふたつの広場がある。リベルタドール通りと河岸の間には広大なオープンスペースがあり、スポーツクラブ、CeNARDと呼ばれる大規模な高性能陸上競技センター、運動場などがある。
1999年には最新の緑地のひとつであるニーニョス公園（児童公園）が完成した。この公園では2009年初頭に「シティ・ビーチ」としてマウリシオ・マクリ市長による落成式が行なわれた。本物の海岸とは違って水設備はないが、1エーカーの砂場にビーチパラソルが置かれている。市内には類似の公園がいくつかあるが、ニーニョス公園がシティ・ビーチの第1号である。地区内にはブエノスアイレス大学の都心キャンパスがあり、都心キャンパスには精密・自然科学部、建築・デザイン・都市計画学部の2つの学部がある。なお、ブエノスアイレス大学は核となるキャンパスが存在せず、学部ごとにキャンパスが分けられている。

## ギャラリー
1970年代後半から1980年代前半にかけて軍事政権によって行なわれた汚い戦争では、アルゼンチン海軍技術学校(ESMA)が多くの残虐行為の舞台となった。

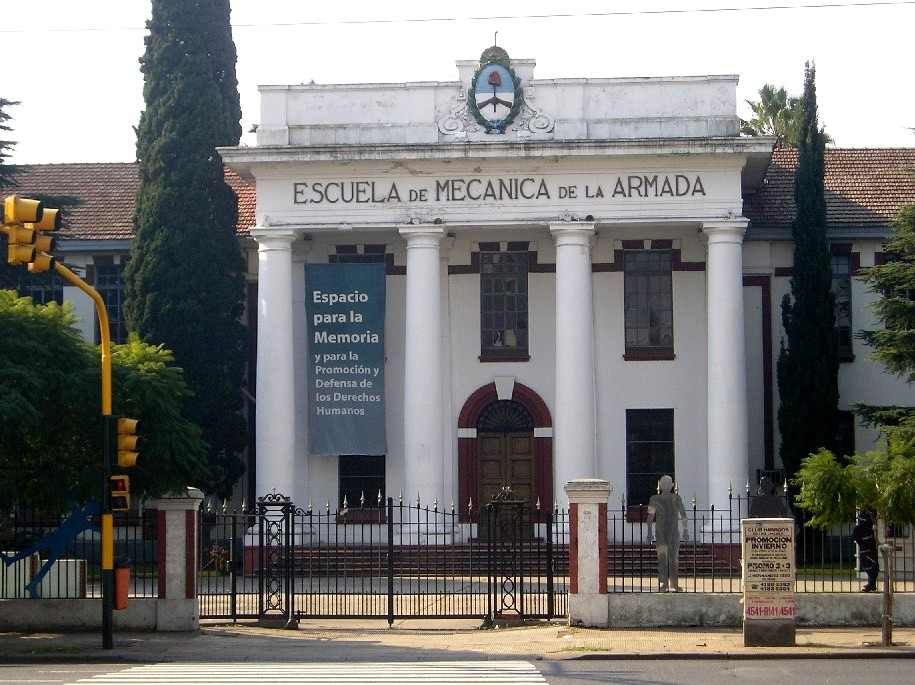
追悼博物館となったかつてのアルゼンチン海軍技術学校
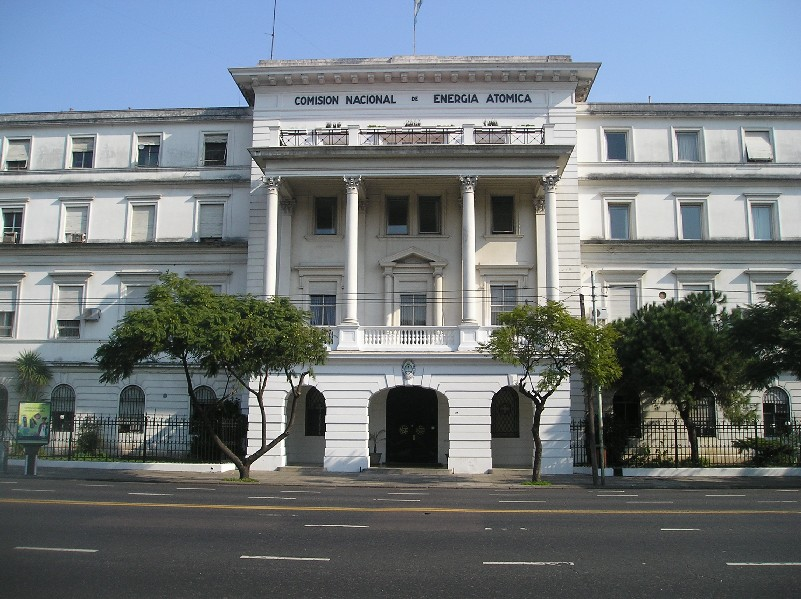
国立原子力委員会(CNEA)
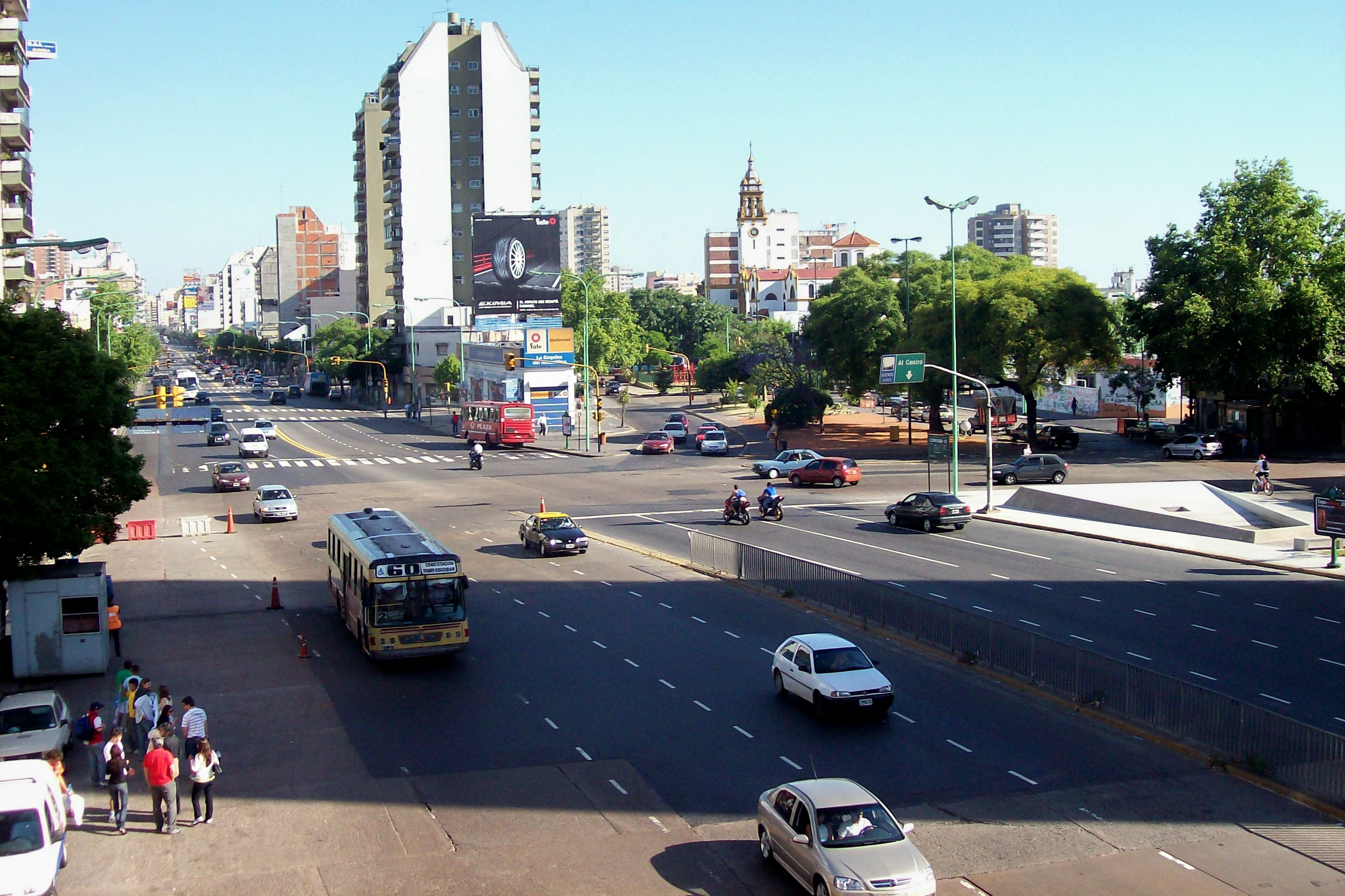
カビルド通り
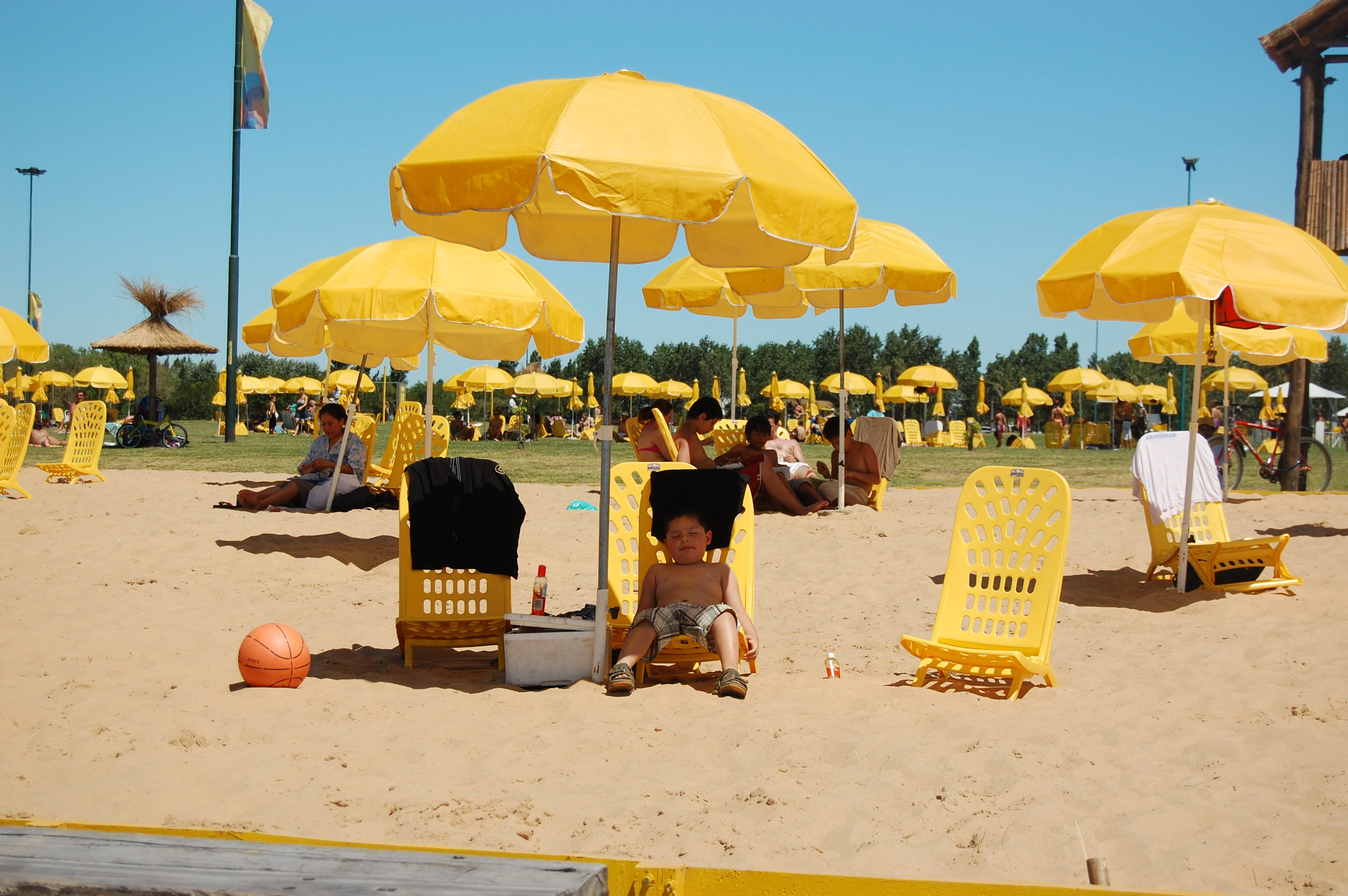
ニーニョス公園